# Sud des États-Unis

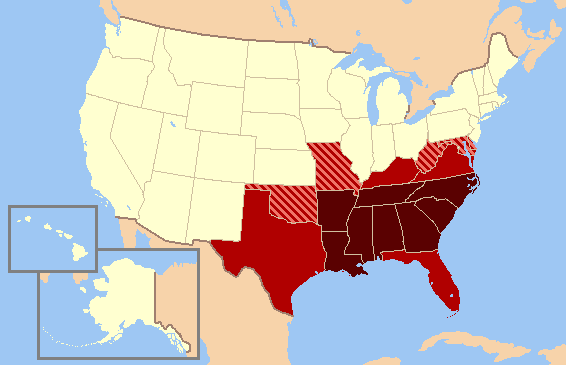
Les États en rouge foncé sont presque toujours inclus dans les définitions modernes du Sud, ceux dans le rouge moyen le sont habituellement. Le Maryland et le Missouri sont quelquefois considérés comme sudistes, alors que le Delaware l'est rarement. L'Oklahoma est parfois considéré comme sudiste parce que la région de l'Oklahoma, alors connue sous le nom de territoire indien, était alliée avec les États confédérés. La Virginie-Occidentale est souvent considérée comme sudiste, car jusqu'en 1863 elle faisait partie de la Virginie,.

Le Sud des États-Unis, souvent appelé le Sud américain (anglais : American South) et surnommé « Dixie », constitue une grande région appartenant au Sud-Est et au Sud-Centre des États-Unis. Avec plus de 126 millions d'habitants lors du dernier recensement fédéral (2020), c'est de loin la région la plus peuplée du pays.
Le Sud a un héritage et une culture assez distincte des autres régions du pays, à cause de ses traditions protestantes évangéliques, de son rapport historique avec l'esclavage américain (et son abolition tardive), son séparatisme pendant la guerre de Sécession, qui vit la plupart des États du Sud se constituer, de 1861 à 1865, en États confédérés d'Amérique, et son oppression raciste contre les Afro-Américains pendant la période de la ségrégation et des lois Jim Crow. Cette région se distingue aussi par son accent particulier en anglais américain, sa cuisine paysanne (avec des apports européens, africains et amérindiens) et une littérature estimée. Les musiques populaires du Sud (blues, rock et country notamment) ont une réputation mondiale.

## Histoire

### Culture des Autochtones américains
Sauf précision contraire, les dates de cet article sont sous-entendues « avant l'ère commune » (AEC), c'est-à-dire « avant Jésus-Christ ».
La première preuve correctement datée de l'occupation humaine dans le sud des États-Unis remonte à environ 9 500 avec l'apparition des premiers Américains certifiés, qui sont maintenant dénommés les Paléoaméricains. Les Paléoaméricains étaient des chasseurs-cueilleurs qui parcouraient en bandes leur territoire et chassaient souvent la mégafaune. Plusieurs étapes culturelles, comme archaïque (environ 8000-1000 av. J.-C.) et l'exploitation du bois (environ 1000 av. et ap. J.-C.), ont précédé ce que les Européens trouvent à la fin du XVe siècle, la civilisation du Mississippi.
La civilisation du Mississippi a été une culture des peuples autochtones des Amériques complexe, à travers l'édification de constructions qui a prospéré dans ce qui est aujourd'hui les États-Unis du sud, à partir de 800 av. J.-C.. Les autochtones avaient des routes commerciales élaborée et longues connectant leurs principaux centres d'habitations et lieux de rituels qui s'étendaient à travers les vallées fluviales et de la côte Est à la région des Grands Lacs. Certains explorateurs de renom qui ont rencontré et décrit la civilisation du Mississippi, jusqu'à son déclin, sont notamment Pánfilo de Narváez (1528), Hernando de Soto (1540), et Pierre Le Moyne d'Iberville (1699).
Les descendants des constructeurs de tels édifices incluent les Alabamas, les Apalaches, les Caddos, les Cherokee, les Chickasaw, les Choctaw, les Creeks, les Guale, les Hitchiti, les Houmas, et les peuples Séminole, dont beaucoup vivent encore dans le Sud.

## Géographie

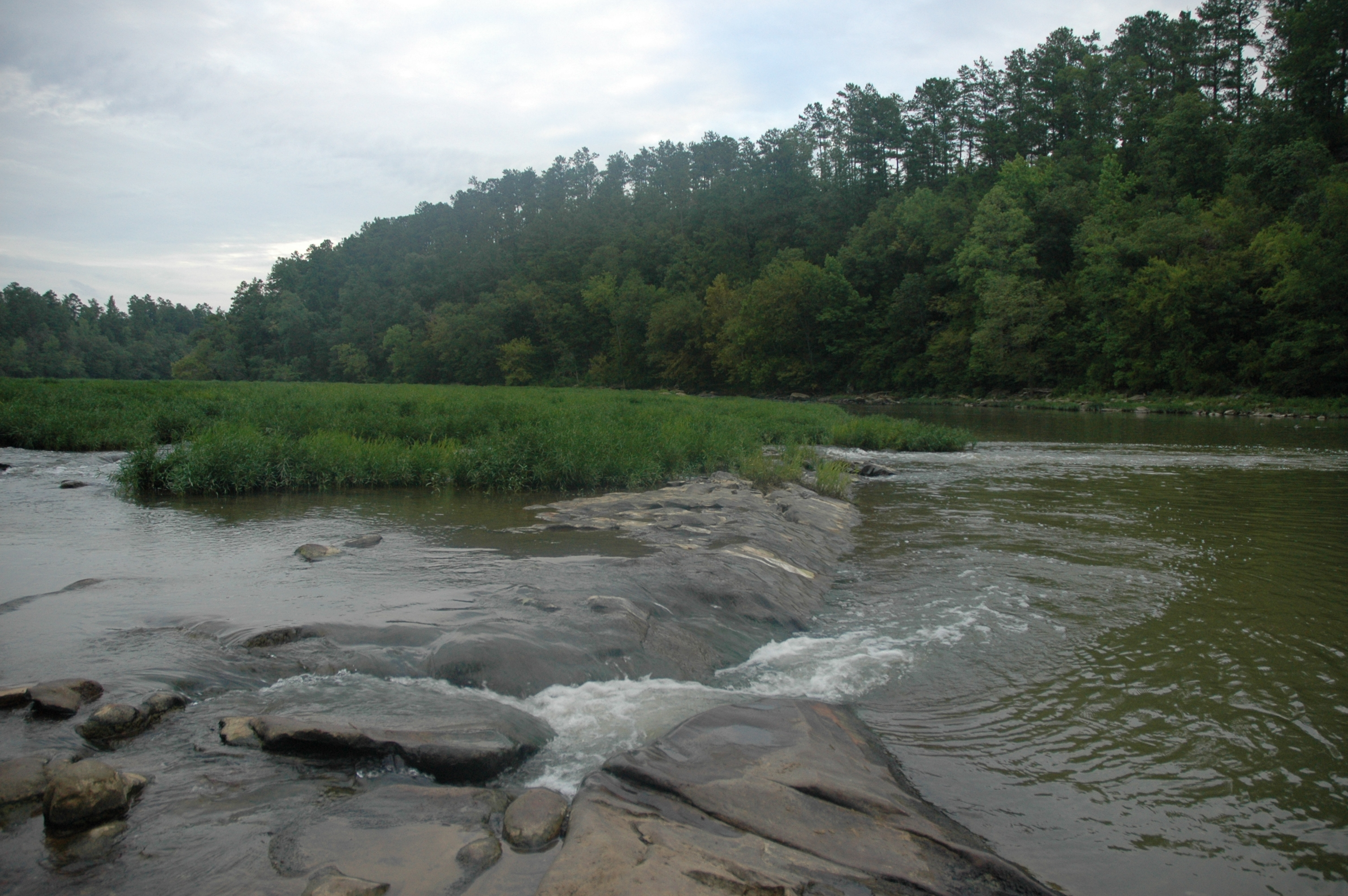
Alabama.

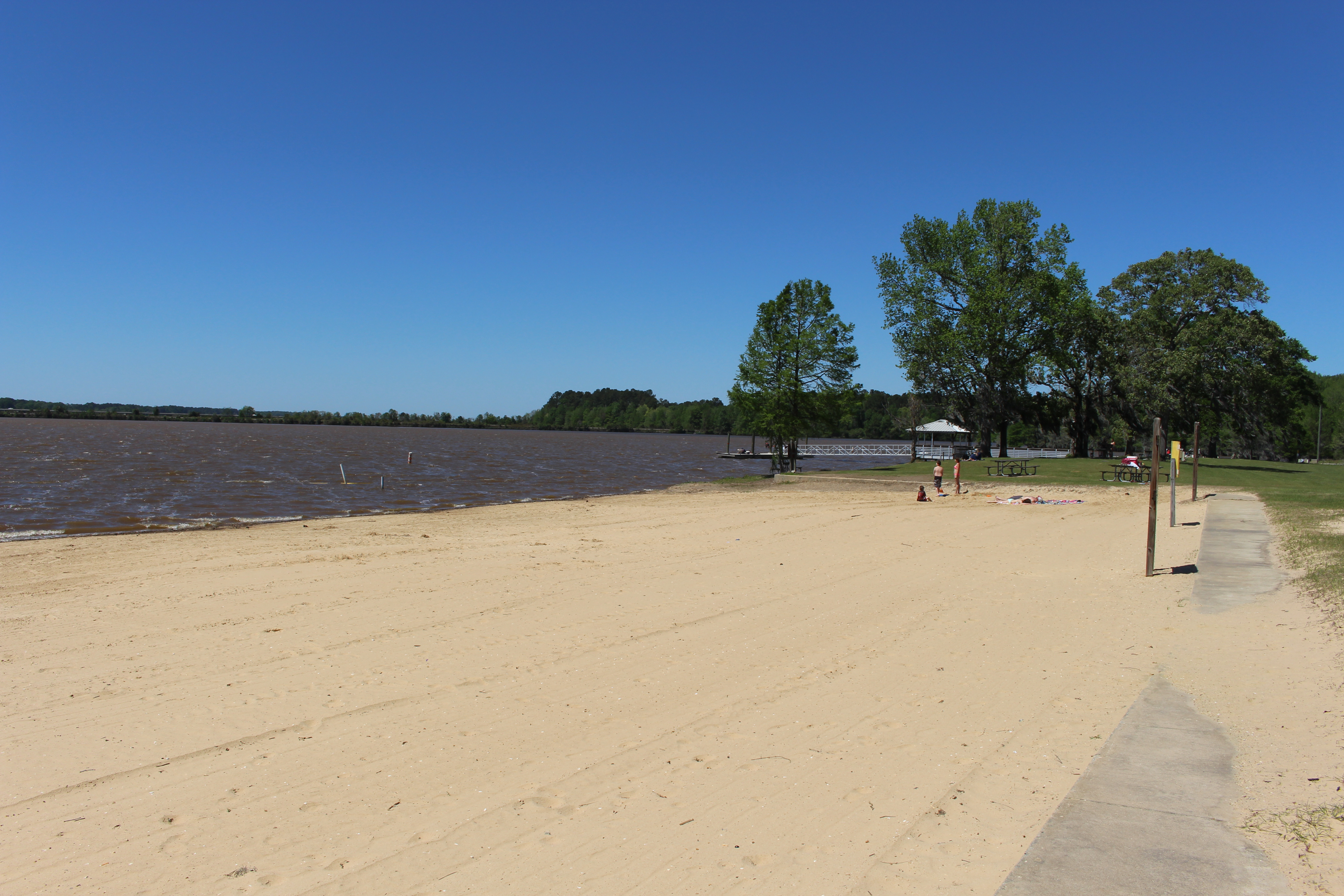
Géorgie.

Selon le Bureau de recensement des États-Unis (2020), le Sud contient 16 États (dont la population est de 126 266 107 et qui constitue la région la plus peuplée du pays) : 
- l'Alabama ;
- l'Arkansas ;
- la Caroline du Nord ;
- la Caroline du Sud ;
- le Delaware ;
- la Floride ;
- la Géorgie ;
- le Kentucky ;
- la Louisiane ;
- le Maryland ;
- le Mississippi ;
- l'Oklahoma ;
- le Tennessee ;
- le Texas ;
- la Virginie ;
- la Virginie-Occidentale.